# Adolf Dietrich
Adolf Dietrich (né à Berlingen, Thurgovie, le 9 novembre 1877 - décédé à Berlingen, Thurgovie, 4 juin 1957) est un ouvrier suisse et l'un des artistes naïfs suisses parmi les plus renommés du XXe siècle.

## Biographie

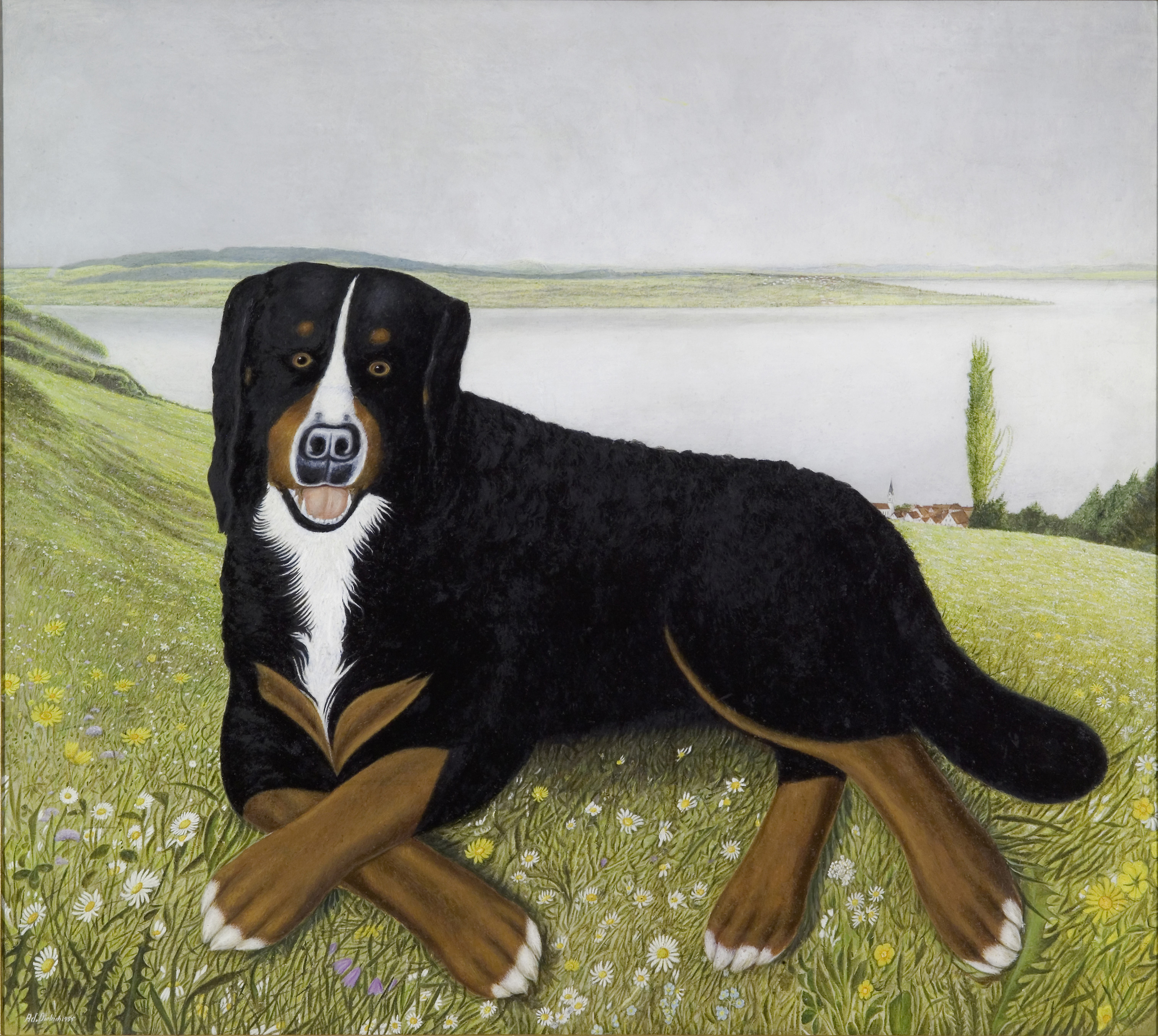
Balbo, auf der Wiese liegend, 1955, Musée d'art de Thurgovie.

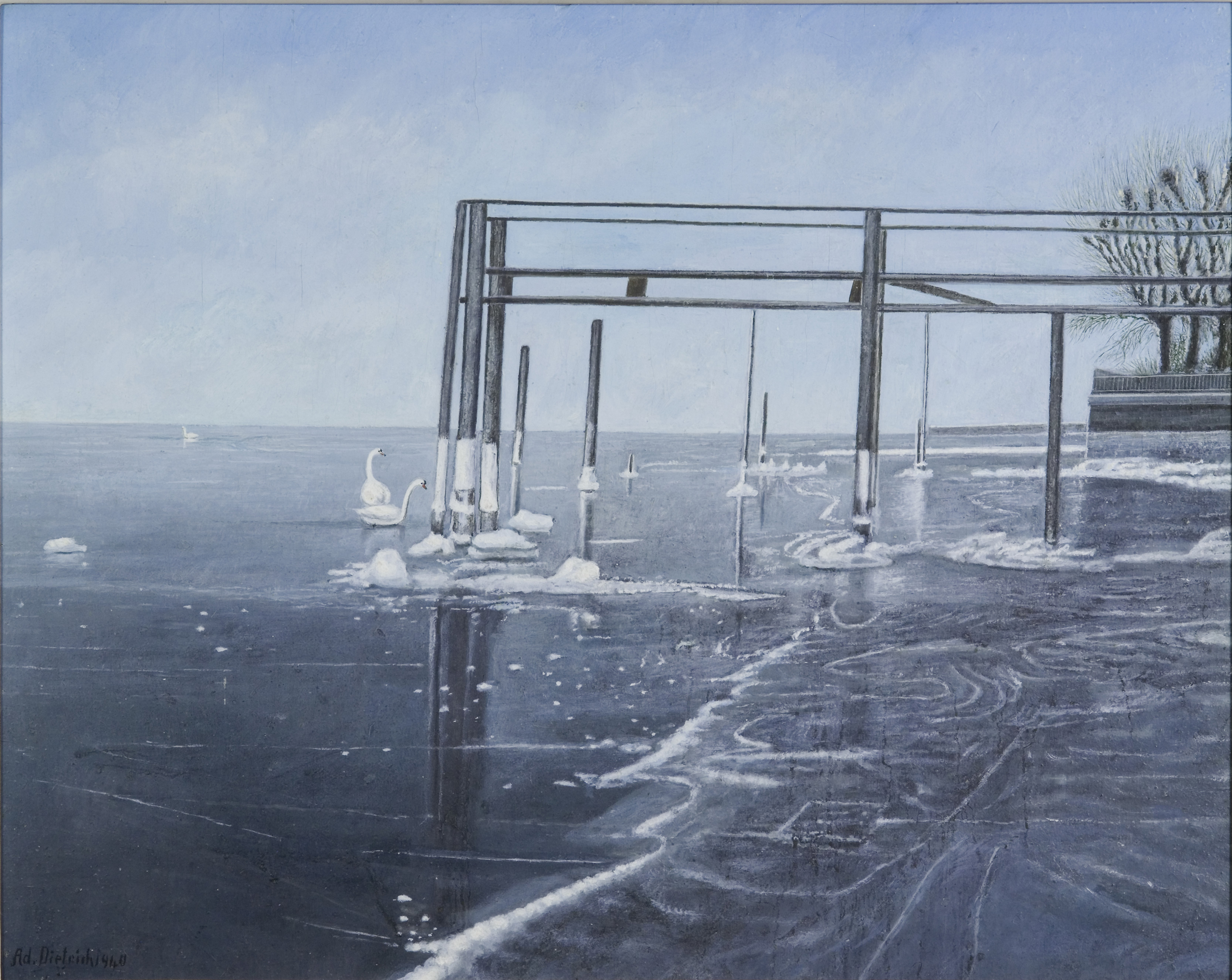
Jetée en hiver, Musée d'art de Thurgovie.

Adolf Dietrich est né dans une famille d'agriculteurs pauvres du canton de Thurgovie, benjamin de sept enfants. En découvrant ses talents graphiques exceptionnels, son instituteur lui propose de devenir lithographe. Ses parents, cependant, refusent car ils ont besoin de lui comme ouvrier agricole,.
Dietrich vit dans la maison de ses parents, en tant que célibataire, pour le reste de sa vie. Comme la petite ferme fournit peu de revenus, il doit travailler à domicile et comme journalier dans une usine textile locale, puis comme ouvrier forestier. Il n'est libre de se livrer au dessin et à la peinture que le dimanche. Son premier carnet de croquis date de 1896, ses premiers tableaux de 1900. Il crée ses œuvres sans aucune formation ni exemples ; mais il tient compte du conseil des peintres paysagistes de passage de faire confiance à ses pouvoirs d'observation.
Pendant des années, Dietrich essaie sans succès de montrer ses œuvres au public. Après la première exposition de ses œuvres à Constance en 1913, il reçoit une certaine reconnaissance en Allemagne, où il est associé au mouvement Neue Sachlichkeit et surnommé le « Rousseau allemand ». Vers 1916, il est découvert par le marchand d'art Herbert Tannenbaum, qui représente Dietrich jusqu'à ce que Tannenbaum fuie l'Allemagne en 1937 en raison de la montée du parti nazi. En 1924, Dietrich peut cesser ses activités à domicile grâce aux revenus procurés par la vente de ses œuvres en Allemagne.
Les musées et galeries suisses se sont lentement intéressés à Dietrich, et sa percée internationale a lieu en 1937-1938, lorsque l'exposition Les maîtres populaires de la réalité à Paris et à Zürich et une exposition au Museum of Modern Art de New York l'honorent comme le principal représentant de l'art naïf.
Dietrich conserve son style de vie modeste face à la renommée soudaine et à la demande pour ses œuvres. Cependant, il est productif dans la commercialisation des œuvres du « Maître peintre de Berlingen », comme il s'appelait alors.

## Travaux
Les motifs des œuvres de Dietrich se limitent à son environnement immédiat à Berlingen et incluent des paysages ruraux, des animaux, des personnages et des natures mortes. Il crée toutes ses œuvres à la maison dans sa chambre, en utilisant des croquis au crayon, des photographies faites par lui-même, des animaux en peluche et des livres comme modèles. S'appuyant sur son sens de l'observation, Dietrich imprègne ses natures mortes et ses peintures animalières d'un sens aigu de la matérialité et les exécute avec ce qui est pour un peintre non formé une précision exceptionnelle. Ses représentations de personnages ou de scènes imaginaires semblent en revanche relativement simples ou même maladroites.
Il utilise parfois, au gré de ses clients, des pochoirs en carton pour la reproduction en série de motifs particulièrement appréciés. Seules les quelques œuvres tardives de Dietrich avant sa mort en 1957 indiquent une évolution stylistique. Les mérites artistiques des œuvres de Dietrich se trouvent dans son fort sens intuitif de la couleur, qui intensifie l'impact de ses œuvres aux couleurs vives, et dans son remarquable pouvoir d'observation, qui lui permet d'allier précision et grande attention de ses sujets.
Certaines des œuvres de Dietrich sont exposées au Musée des Beaux-Arts de Winterthour, au sein de l'Abbaye de Tous-les-Saints de Schaffhouse, au Kunsthaus de Zurich et au sein de la Zander Collection. En mai-juin 2010, ses œuvres sont présentées à l'Institut Suisse d'Art Contemporain de New York (en), avec des œuvres de Richard Phillips,.

### Reventes
| Peinture                    | Date de création | Date de vente    | Prix de vente | Réf(s). |
| --------------------------- | ---------------- | ---------------- | ------------- | ------- |
| Herbstgruss                 | 1922             | 2 décembre 2007  | 192 000 CHF   | [ 7 ]   |
| Frühling am Untersee        | 1919             | 2 décembre 2007  | 192 000 CHF   | [ 8 ]   |
| Eisvogel à Winterlandschaft | 1953             | 15 juin 2008     | 156 000 CHF   | [ 9 ]   |
| Buchfink auf kahlem Ast     | 1954             | 30 novembre 2008 | 12 780 CHF    | [ 10 ]  |
| Marder                      | 1954             | 20 mars 2011     | 156 000 CHF   | [ 11 ]  |